# Caiac canoe la Jocurile Olimpice de vară din 1996

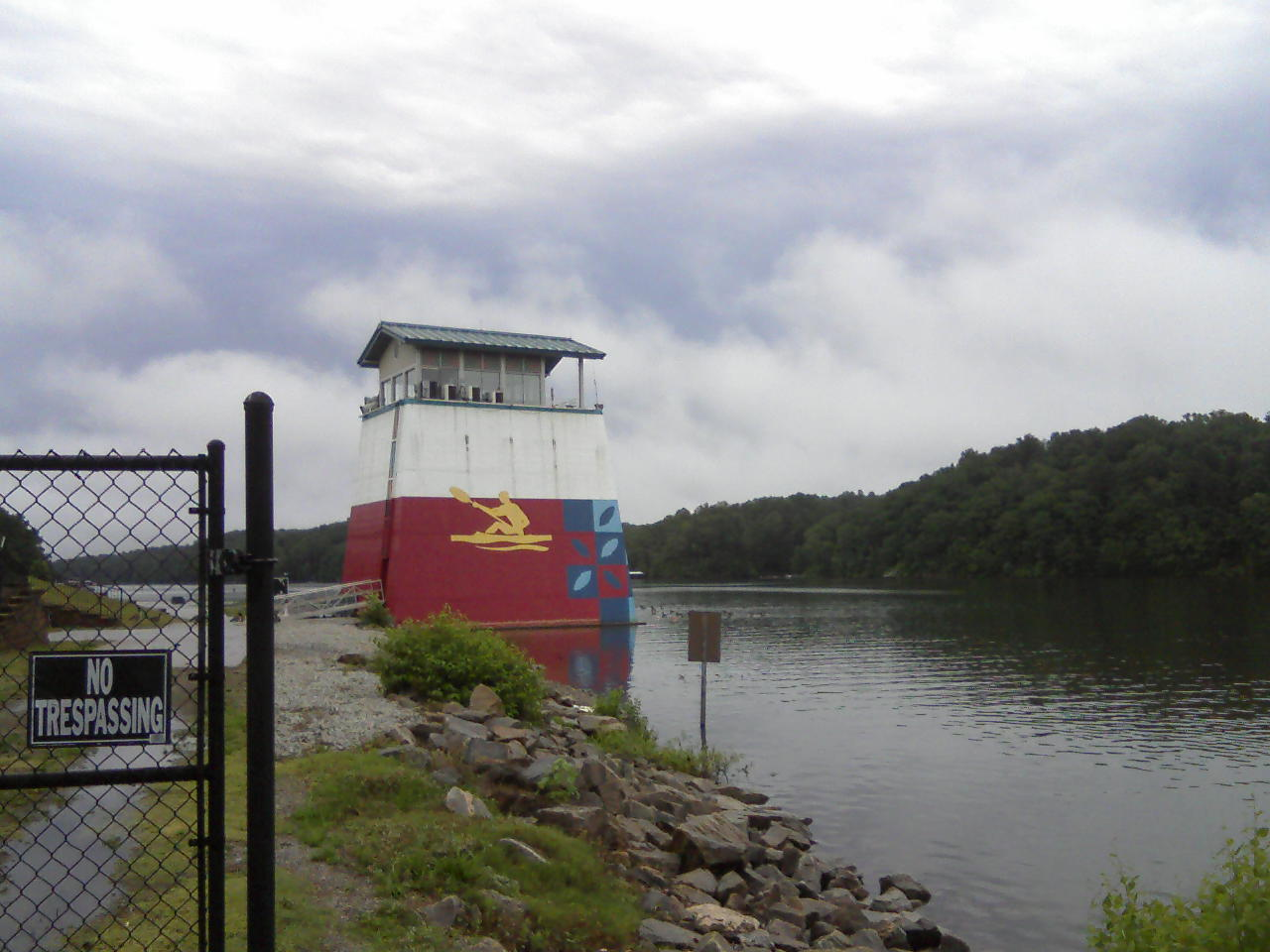
Lake Lanier

Probele sportive de caiac-canoe la Jocurile Olimpice de vară din 1996 au inclus probele de slalom, care au avut loc în perioada 27–28 iulie la Centrul Whitewater Ocoee, iar probele de sprint au avut loc în perioada 30 iulie-4 august la Lake Lanier.

## Rezultate

### Slalom
| Probă                | Aur                                 | Argint                                          | Bronz                               |
| C-1 masculin detalii | Michal Martikán · Slovacia (SVK)    | Lukáš Pollert · Cehia (CZE)                     | Patrice Estanguet · Franța (FRA)    |
| C-2 masculin detalii | Frank Adisson Wilfrid Forgues (FRA) | Jiří Rohan Miroslav Šimek (CZE)                 | André Ehrenberg Michael Senft (GER) |
| K-1 masculin detalii | Oliver Fix · Germania (GER)         | Andraž Vehovar · Slovenia (SLO)                 | Thomas Becker · Germania (GER)      |
| K-1 feminin detalii  | Štěpánka Hilgertová · Cehia (CZE)   | Dana Chladek · Statele Unite ale Americii (USA) | Myriam Fox-Jerusalmi · Franța (FRA) |

### Sprint
Masculin
| Probă                       | Aur                                                                         | Aur      | Argint                                                                         | Argint   | Bronz                                                                               | Bronz    |
| C-1 500 m masculin detalii  | Martin Doktor · Cehia (CZE)                                                 | 1:49,934 | Slavomír Kňazovický · Slovacia (SVK)                                           | 1:50,510 | Imre Pulai · Ungaria (HUN)                                                          | 1:50,758 |
| C-1 1000 m masculin detalii | Martin Doktor · Cehia (CZE)                                                 | 3:54,418 | Ivans Klementjevs · Letonia (LAT)                                              | 3:54,954 | György Zala · Ungaria (HUN)                                                         | 3:56,366 |
| C-2 500 m masculin detalii  | Ungaria (HUN) · György Kolonics · Csaba Horváth                             | 1:40,420 | Republica Moldova (MDA) · Victor Reneischi · Nicolae Juravschi                 | 1:40,456 | România (ROU) · Gheorghe Andriev · Grigore Obreja                                   | 1:41,336 |
| C-2 1000 m masculin detalii | Germania (GER) · Andreas Dittmer · Gunar Kirchbach                          | 3:31,870 | România (ROU) · Marcel Glăvan · Antonel Borșan                                 | 3:32,294 | Ungaria (HUN) · Csaba Horváth · György Kolonics                                     | 3:32,514 |
| K-1 500 m masculin detalii  | Antonio Rossi · Italia (ITA)                                                | 1:37,423 | Knut Holmann · Norvegia (NOR)                                                  | 1:38,339 | Piotr Markiewicz · Polonia (POL)                                                    | 1:38,615 |
| K-1 1000 m masculin detalii | Knut Holmann · Norvegia (NOR)                                               | 3:25,785 | Beniamino Bonomi · Italia (ITA)                                                | 3:27,073 | Clint Robinson · Australia (AUS)                                                    | 3:29,713 |
| K-2 500 m masculin detalii  | Germania (GER) · Kay Bluhm · Torsten Gutsche                                | 1:28,697 | Italia (ITA) · Beniamino Bonomi · Daniele Scarpa                               | 1:28,729 | Australia (AUS) · Daniel Collins · Andrew Trim                                      | 1:29,409 |
| K-2 1000 m masculin detalii | Italia (ITA) · Antonio Rossi · Daniele Scarpa                               | 3:09,190 | Germania (GER) · Kay Bluhm · Torsten Gutsche                                   | 3:10,518 | Bulgaria (BUL) · Andrian Dushev · Milko Kazanov                                     | 3:11,206 |
| K-4 1000 m masculin detalii | Germania (GER) · Thomas Reineck · Olaf Winter · Detlef Hofmann · Mark Zabel | 2:51,528 | Ungaria (HUN) · András Rajna · Gábor Horváth · Ferenc Csipes · Attila Adrovicz | 2:53,184 | Rusia (RUS) · Oleg Gorobi · Serghei Verlin · Gheorghi Țîbulnikov · Anatoli Tișcenko | 2:53,996 |

Feminin
| Probă                     | Aur                                                                              | Aur      | Argint                                                                                | Argint   | Bronz                                                                                | Bronz    |
| K-1 500 m feminin detalii | Rita Kőbán · Ungaria (HUN)                                                       | 1:47,655 | Caroline Brunet · Canada (CAN)                                                        | 1:47,891 | Josefa Idem · Italia (ITA)                                                           | 1:48,731 |
| K-2 500 m feminin detalii | Suedia (SWE) · Agneta Andersson · Susanne Gunnarsson                             | 1:39,329 | Germania (GER) · Birgit Fischer · Ramona Portwich                                     | 1:39,689 | Australia (AUS) · Anna Wood · Katrin Borchert                                        | 1:40,641 |
| K-4 500 m feminin detalii | Germania (GER) · Anett Schuck · Birgit Fischer · Manuela Mucke · Ramona Portwich | 1:31,077 | Elveția (SUI) · Gabi Müller · Ingrid Haralamow · Sabine Eichenberger · Daniela Baumer | 1:32,701 | Suedia (SWE) · Susanne Rosenqvist · Anna Olsson · Ingela Ericsson · Agneta Andersson | 1:32,917 |

## Clasament pe medalii
| Loc   | Țară                       | Aur | Argint | Bronz | Total |
| ----- | -------------------------- | --- | ------ | ----- | ----- |
| 1     | Germania                   | 5   | 2      | 2     | 9     |
| 2     | Cehia                      | 3   | 2      | –     | 5     |
| 3     | Italia                     | 2   | 2      | 1     | 5     |
| 4     | Ungaria                    | 2   | 1      | 3     | 6     |
| 5     | Norvegia                   | 1   | 1      | –     | 2     |
| 5     | Slovacia                   | 1   | 1      | –     | 2     |
| 7     | Franța                     | 1   | –      | 2     | 3     |
| 8     | Suedia                     | 1   | –      | 1     | 2     |
| 9     | România                    | –   | 1      | 1     | 2     |
| 10    | Canada                     | –   | 1      | –     | 1     |
| 10    | Letonia                    | –   | 1      | –     | 1     |
| 10    | Republica Moldova          | –   | 1      | –     | 1     |
| 10    | Slovenia                   | –   | 1      | –     | 1     |
| 10    | Elveția                    | –   | 1      | –     | 1     |
| 10    | Statele Unite ale Americii | –   | 1      | –     | 1     |
| 16    | Australia                  | –   | –      | 3     | 3     |
| 17    | Bulgaria                   | –   | –      | 1     | 1     |
| 17    | Polonia                    | –   | –      | 1     | 1     |
| 17    | Rusia                      | –   | –      | 1     | 1     |
| Total | Total                      | 16  | 16     | 16    | 48    |